# Ex tunc
Ex tunc es una locución latina que en español significa literalmente "desde siempre". Se utiliza para referirse a una acción que produce efectos desde el momento mismo en que el acto tuvo su origen, retrotrayendo la situación jurídica a ese estado anterior. Se opone a ex nunc, que se traduce como "desde ahora" (hacia el futuro).
Por ejemplo, la declaración judicial de una nulidad de pleno derecho establece que esa relación jurídica jamás existió. Se crea una ficción jurídica que da como resultado como que no nació nunca; por ello, se dice que tiene efecto "ex tunc". Se retrotrae todo al momento anterior al "pretendido" inicio de la relación cuestionada y se decreta que todos los efectos desplegados en ese tiempo (desde su inicio hasta el momento de la declaración) jamás han existido en el mundo jurídico.
Por el contrario, cuando se anula una relación jurídica, la nulidad no es de pleno derecho y por lo tanto es "ex nunc", o sea, que todos los efectos jurídicos hasta la declaración de su anulabilidad permanecen vigentes y, a partir de ese momento, la relación jurídica ya deja de desplegar efectos.
Como ejemplos simples se puede poner la diferencia entre la nulidad de un matrimonio y un divorcio. Los cónyuges que logran la declaración de nulidad de un matrimonio quedarán solteros y como si nunca se hubiesen casado y quedan sin efecto todos los actos jurídicos que se hayan desplegado. Por el contrario, en un divorcio los cónyuges se han casado y, a partir del momento de la declaración, el vínculo matrimonial ha dejado de existir, pero todos sus efectos anteriores son plenamente válidos.